# HNA Group
HNA Group è stato un conglomerato cinese con sede a Haikou, nella provincia di Hainan, in Cina. Fondato nel 2000, è stata coinvolta in numerosi settori tra cui aviazione, proprietà immobiliari, servizi finanziari, turismo e logistica. Co-proprietario della Grand China Air, possiede il 25% di Hilton Worldwide. Nel luglio 2017 il gruppo HNA si è classificato al 170 posto nella lista Fortune Global 500. È stata una delle società di investimento più attive al mondo, acquisendo numerose aziende e integrandole nel suo gruppo.
Nel gennaio 2021 la società ha dichiarato il fallimento dopo aver tentato inutilmente di ristrutturare il debito. L'8 dicembre 2021, Liaoning Fangda Group Industrial ha acquisito la divisione aeronautica di HNA. Successivamente, il 24 dicembre, Hainan Development Holdings Co., ha acquisito la divisione aeroportuale di HNA, segnando la scomparsa del gruppo HNA.

## Storia

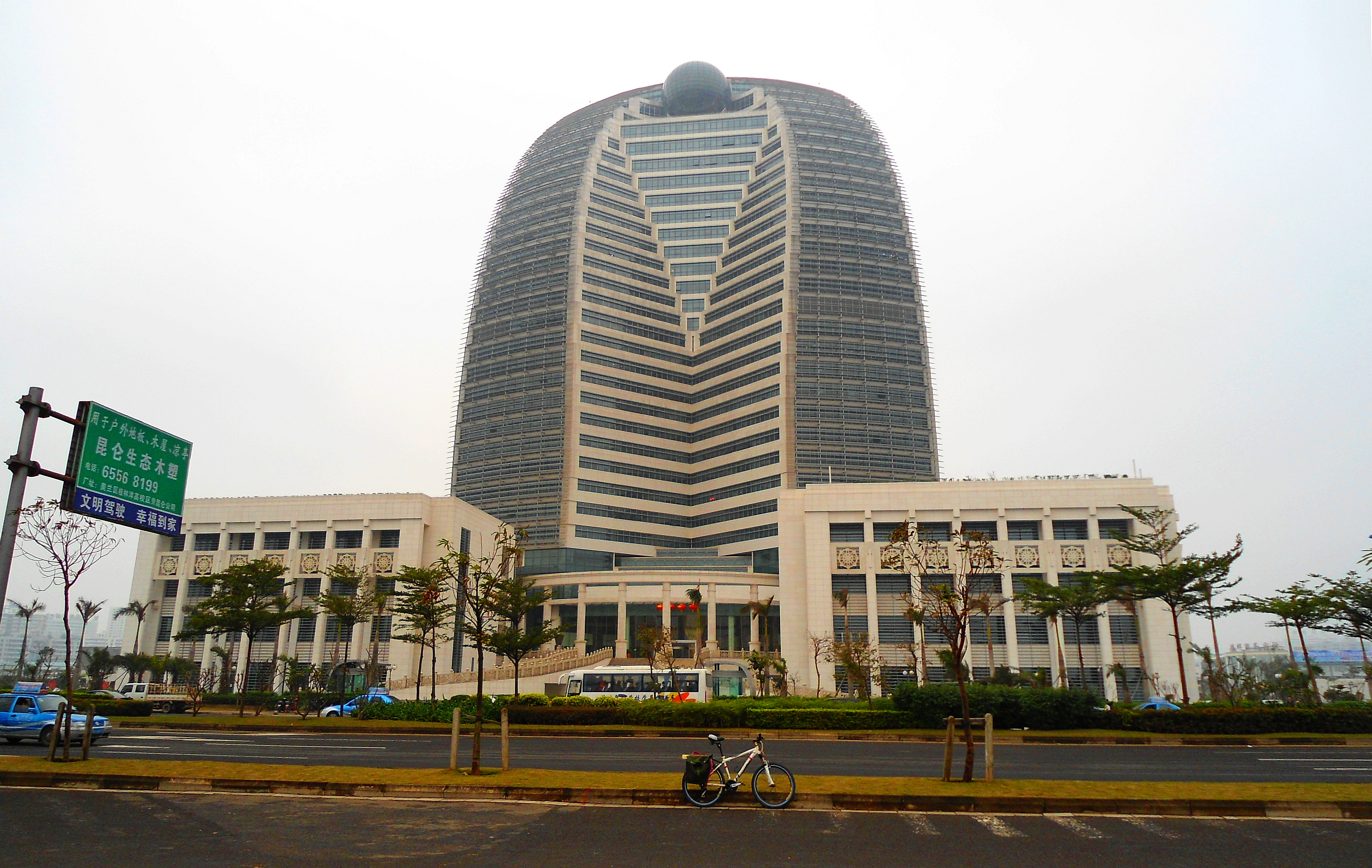
HNA Building, Haikou, quartiere generale di HNA Group

Nel 1993, Chen Feng e Wang Jian hanno creato la Hainan Airlines, con l'approvazione del governo provinciale di Hainan. A seguito di una ristrutturazione della compagnia aerea nel 1997, hanno fondato HNA Group Co. Ltd. nel gennaio 2000.  Da allora, il Gruppo ha subito una grande diversificazione, entrando in molteplici settori come il turismo e la logistica. Ha inoltre notevolmente ampliato il proprio coinvolgimento con aziende nazionali e internazionali. Queste includono diverse compagnie aeree, NH Hotel Group, Uber  e una torre di uffici e un hotel a New York. Il Gruppo HNA ha speso più di 3 miliardi di dollari in acquisizioni estere, l'obiettivo è, fa presente, di essere una delle 50 migliori aziende al mondo entro il 2030.
Nell'ottobre 2005, Soros Quantum Fund ha investito 25 milioni di dollari di partecipazione in HNA Group.
Il 18 febbraio 2016, HNA ha raggiunto un accordo per acquisire Ingram Micro Inc, un distributore di tecnologia con sede in California, per 6 miliardi di dollari, nella più grande acquisizione cinese di una società di tecnologia dell'informazione statunitense. Il gruppo HNA è stato consigliato da China International Capital Corporation nella transazione.

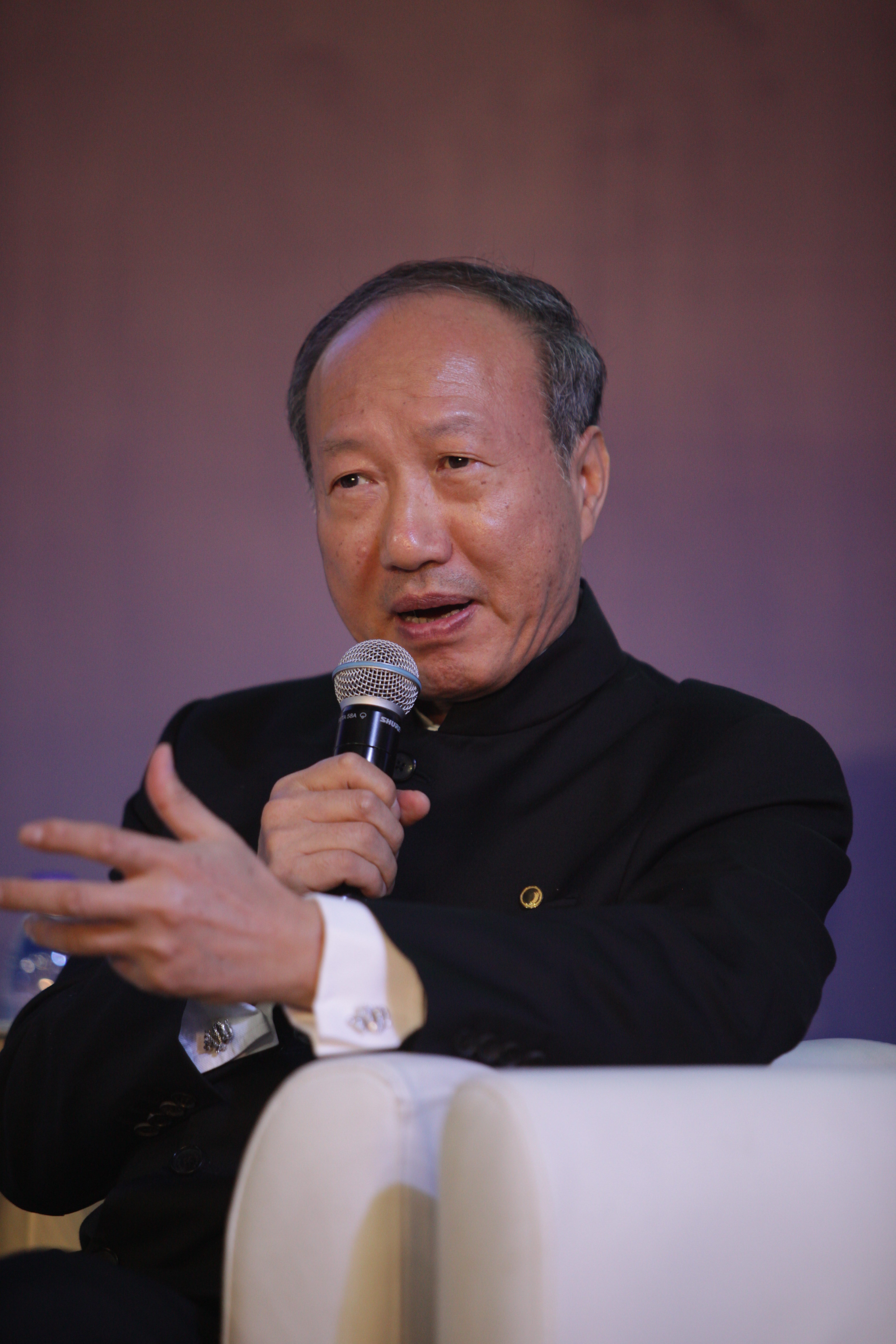
Chen Feng, presidente di HNA

Nel luglio 2017, HNA è stata presa di mira dal governo centrale con una serie di nuove misure che vietano alle banche statali di prestare denaro a società private cinesi per frenare le loro attività di investimento estero e anche per le preoccupazioni sui livelli di debito di HNA. Diverse banche associate agli investimenti esteri di HNA hanno sospeso da allora nuovi prestiti, sebbene alcune avessero già sospeso le loro sovvenzioni prima dell'entrata in vigore delle misure.
Un anno dopo l'investimento, il gruppo HNA era in trattative per vendere parte o tutta la sua quota del 25% in Hilton Grand Vacations, un'attività di multiproprietà che era stata scorporata da Hilton Worldwide Holdings l'anno prima.
Si dice che il debito complessivo nel 2017 abbia raggiunto 94 miliardi di dollari a un costo del prestito di 5 miliardi di dollari per l'intero anno. Per alleggerire l'onere, la società ha ceduto beni per un valore di 13 miliardi di dollari. La carenza di liquidità ha anche portato alla mancata consegna al gruppo di un massimo di sei Airbus A330.
Il 29 gennaio 2021, il gruppo HNA ha dichiarato fallimento dopo il mancato successo degli sforzi di ristrutturazione del debito. L'Alta Corte di Hainan ha criticato nella sentenza la struttura di governo societario della società per quanto riguarda la gestione delle sue affiliate.  Hainan Airlines ha confermato che stava operando normalmente.  I creditori chiedevano alla società l'equivalente di 187 miliardi di dollari di passività. Nell'ambito della ristrutturazione, da completare entro un anno,  la maggior parte delle azioni del gruppo HNA sarà trasferita ai suoi creditori. Nel settembre 2021, il fondatore e presidente Chen Feng e il CEO Tan Xiangdong sono stati arrestati, mentre il figlio di Chen, Xiaofeng, è rimasto nel consiglio di amministrazione dell'HNA.
Nel dicembre 2021 HNA Aviation, compreso il suo marchio fondatore e di punta Hainan Airlines, è stata venduta a Liaoning Fangda Group Industrial.